# Crassula obovata
Crassula obovata (лат.) — вид суккулентных растений рода Толстянка (Crassula) семейства Толстянковые (Crassulaceae), естественно произрастающий на территории Капской провинции и Квазулу-Натал Южно-Африканской Республики.

## Название
Родовое латинское название Crassula происходит от латинского слова crassus, — «толстый», в основном из-за присутствия у растений этого рода сочных листьев.
Видовой латинский эпитет obovata происходит от лат. obovate — «в форме перевернутого яйца» (англ. inverted egg-shaped), отражая форму листьев данного вида, напоминающую яйцо.

## Таксономия
Crassula obovata Haw., первое упоминание в Suppl. Pl. Succ.: 17 (1819).

### Синонимы
Гомотипные (основанные на одном и том же номенклатурном типе):
- Purgosea obovata (Haw.) Sweet (1830)
- Turgosea obovata (Haw.) Haw. (1821)

### Разновидности
Подтвержденные разновидности в соответствии с данными сайта Plants of the World Online на 2024 год:
| Название                                       | Описание |
| ---------------------------------------------- | --- |
| Crassula obovata var. obovata                  | Небольшие раскидистые полегающие многолетники, достигающие до 30 см в высоту. Листья в молодых розетках расположены по 4 в ряд, их размеры составляют от 5 до 30 х 3 до 17 мм, они ланцетные и могут иметь форму от эллиптической до обратнояйцевидной. Листья сплюснуты и не толще 2 мм, они могут быть голыми или покрытыми прижатыми волосками и иметь цвет от зелёного до красновато-зелёного. Верхняя сторона листа может быть плоской или слегка выпуклой, в то время как нижняя сторона лица – выпуклой или цимбивидной. Край листа реснитчатый, основание клиновидное, а кончик – от тупого до острого. Соцветия формируют верхушечные тирсы, которые могут быть округлыми или плоскими, с 1 или множеством дихазиями. Прицветники имеют форму листа и сужаются кверху. Цветы на короткой ножке, обычно 8-16 штук, расположены рыхло. Чашелистики узкотреугольные, до 5 мм, с реснитчатым краем. Венчик трубчатый, окраска может варьироваться от кремового до белого, диаметром до 8 мм. Лепестки продолговато-ланцетные, до 7 мм, у основания коротко сросшиеся, кончики округлые, слегка выпуклые и загнутые назад, пыльники пурпурные. Этот вид цветет осенью. |
| Crassula obovata var. dregeana (Harv.) Toelken | Отличается от Crassula obovata var. obovata тем, что у него листья обратнояйцевидные или лопатчатые, толщиной более 2 мм, и густо покрыты грубыми серыми загнутыми волосками. Соцветие состоит из 2-10 цветков. Название разновидности dregeana дано в честь ученого и известного коллекционера растений Иоганна Франца Дреге (en), который путешествовал по Южной Африке в XIX веке. Он собрал множество образцов растений, превышающее число в 9500 экземпляров, и использовал их для составления типового материала. В 1843 году Дреге опубликовал свои коллекционные заметки в книге под названием «Zwei Pflanzengeographische Documente». |